# Liste ukrainischer Komponisten klassischer Musik
Dies ist eine Liste ukrainischer Komponisten klassischer Musik.

## A
- Svitlana Azarova (* 1976)
- Fjodor Akimenko (1876–1945)

## B
- Wassyl Barwinskyj (1888–1963)
- Maxim Sosontowitsch Beresowski (1745–1777)
- Ferenc Bernáth (* 1981)
- Walentyn Bibik (1940–2003)
- Olexander Bilasch (1931–2003)
- Tymofij Bilohradskyj (≈1700–n. 1760)
- Sergei Eduardowitsch Bortkiewicz (1877–1952)
- Dmitri Bortnjanski (1751–1825)
- Borys Bujewskyj (* 1935)
- Michail Bukinik (1872–1947)

## D
- Konstantyn Dankewytsch (1905–1984)
- Nikolai Pawlowitsch Dilezki (≈1630–1681)
- Mykola Dremljuha (1917–1998)
- Lessja Dytschko (* 1939)

## F
- Arkadij Filipenko (1912–1983)
- Wolodymyr Flys (1924–1987)
- Bohdana Froljak (* 1968)

## H
- Hanna Hawrylez (1958–2022)
- Witalij Hodsjazkyj (* 1936)
- Julija Homelska (1964–2016)
- Wadym Homoljaka (1914–1980)
- Leonid Hrabowskyj (* 1935)
- Wolodymyr Huba (1938–2020)
- Witalij Hubarenko (1934–2000)
- Semen Hulak-Artemowskyj (1813–1873)

## I
- Jurij Ischtschenko (1938–2021)

## K
- Mychajlo Kalatschewskyj (1851–1910/12)
- Iwan Karabyz (1945–2002)
- Alemdar Karamanow (1934–2007)
- Mark Karminskyj (1930–1995)
- Waleri Kikta (* 1941)
- Dmytro Klebanow (1907–1987)
- Filaret Kolessa (1871–1947)
- Mykola Kolessa (1903–2006)
- Lewko Kolodub (1930–2019)
- Anna Korsun (* 1986)
- Anatolij Kos-Anatolskyj (1909–1983)
- Wiktor Kossenko (1896–1938)
- Walentyn Kostenko (1895–1960)
- Oleksandr Krassotow (1936–2007)
- Witalij Kyrejko (1926–2016)
- Oleh Kywa (1947–2007)

## L
- Jurij Lanjuk (* 1957)
- Jakiw Lapynskyj (1928–2020)
- Mykola Leontowytsch (1877–1921)
- Hennadyj Ljaschenko (1938–2017)
- Borys Ljatoschynskyj (1895–1968)
- Stanislaw Ljudkewytsch (1879–1979)
- Mykola Lyssenko (1842–1912)

## M
- Heorhij Majboroda (1913–1992)
- Platon Majboroda (1918–1989)
- Mykola Markewytsch (1804–1860)
- Julij Mejtus (1903–1997)
- Wiktor Muschtschyl (* 1947)

## N
- Wolodymyr Nachabin (1910–1967)
- Andrzej Nikodemowicz (1925–2017)

## P
- Mykola Polos (1936–2016)

## R
- Lewko Rewuzkyj (1889–1977)
- Josef „Jossele“ Rosenblatt (1882–1933)
- Nikolai Roslawez (1881–1944)

## S
- Ihor Schamo (1925–1982)
- Boris Schechter (1900–1961)
- Andrij Schtoharenko (1902–1992)
- Olexandr Schtschetynskyj (* 1960)
- Mychajil Schuch (1952–2018)
- Herman Schukowskyj (1913–1976)
- Mychajlo Skorulskyj (1887–1950)
- Myroslaw Skoryk (1938–2020)
- Olexandr Snosko-Borowskyj (1908–1983)
- Wolodymyr Sokalskyj (1863–1919)
- Wolodymyr Solotuchin (1936–2010)
- Ihor Sonewytskyj (1926–2006)
- Jewhen Stankowytsch (* 1942)
- Mykola Stezjun (* 1942)
- Walentyn Sylwestrow (* 1937)

## T
- Hlib Taranow (1904–1989)
- Dimitri Tiomkin (1894–1979)
- Nikolai Tschaikin (1915–2000)
- Stefanija Turkewytsch (1898–1977)

## W
- Artem Wedel (1770–1808)